# Палац культури (Нова Каховка)
Палац культури — громадська будівля у місті Нова Каховка. Є головним культурним і мистецьким осередком міста, в якому працюють численні творчі колективи, влаштовуються вистави та концерти. Є пам'яткою архітектури ХХ століття Херсонської області.

## Будівля
Палац разом з фонтаном, двома ротондами і сходами у парк, є частиною архітектурного ансамблю головної площі міста. Палац зведено у стилі неокласицизму. Фасад прикрашено двома скульптурами будівельника та монтажника-висотника, які символізують перших будівельників Нової Каховки. На даху міститься скульптурна композиція та ліпнина з зображенням Каховської ГЕС. Вікна і двері обрамлені візерунками та символікою різних напрямків мистецтва. Дах викладений кольоровою черепицею.
З тилової частини Палацу міститься композиція з фонтану та сходів до міського парку. Фонтан був запитаний від природного джерела, у 1990-х воно змінило річище і відтоді фонтан не працює. На даху Палацу розташований відкритий майданчик для огляду і танців. Велике тилове вікно має кольоровий вітраж. У фоє Палацу містяться скульптури зі світильниками, тут розташовані приміщення для проведення виставок. На другому поверсі головна зала. Вихід на оглядовий майданчик наразі зачинений у зв'язку з проведенням реконструкції. Концертна зала Палацу розрахована на 445 місць, включно з балконом, обладнана сучасною аудіо- та світлотехнікою і дозволяє проводити різноманітні концерти, спектаклі, вистави й презентації.

Палац культури ззовні
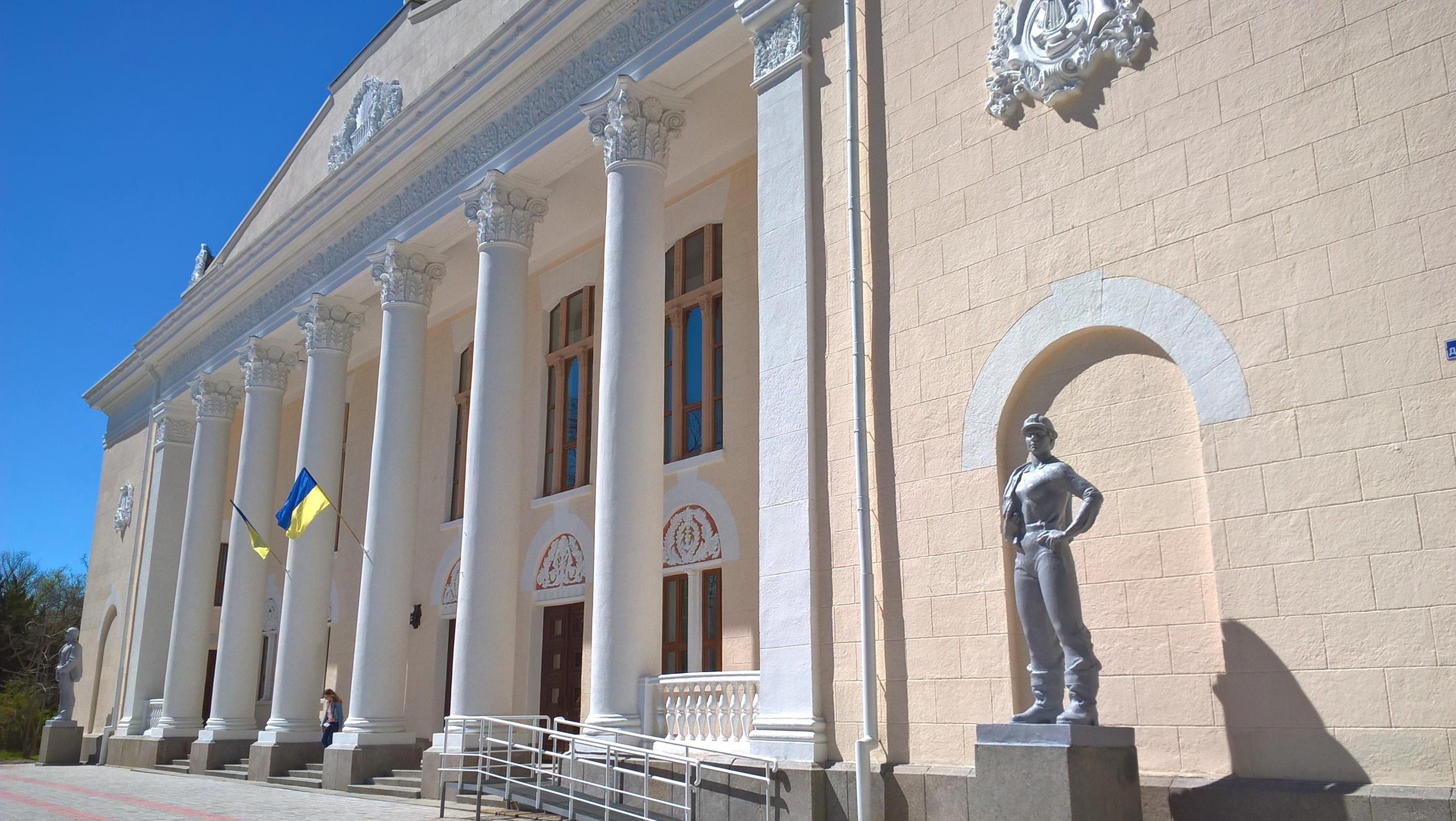
Фасад Палацу
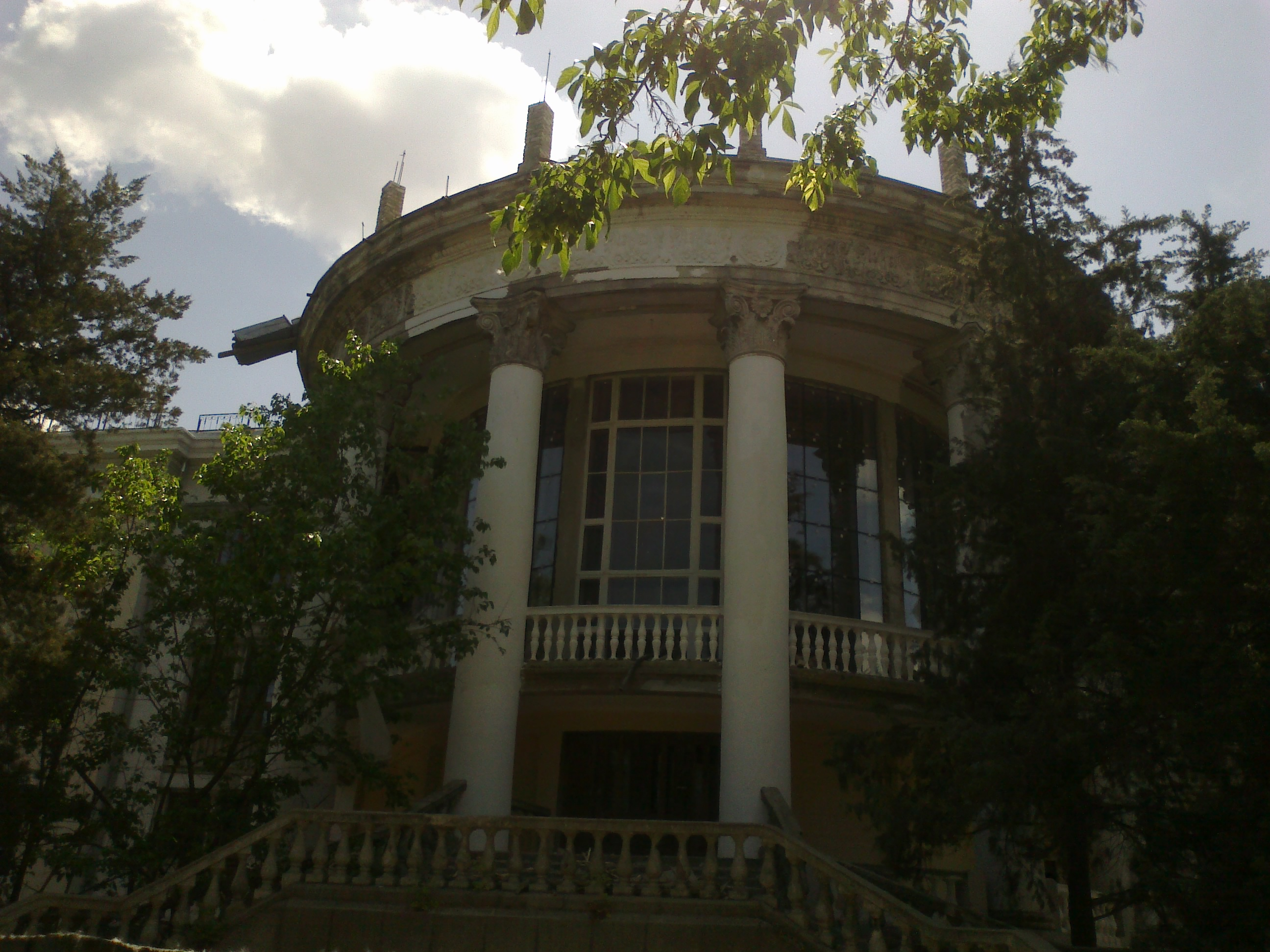
Задня частина
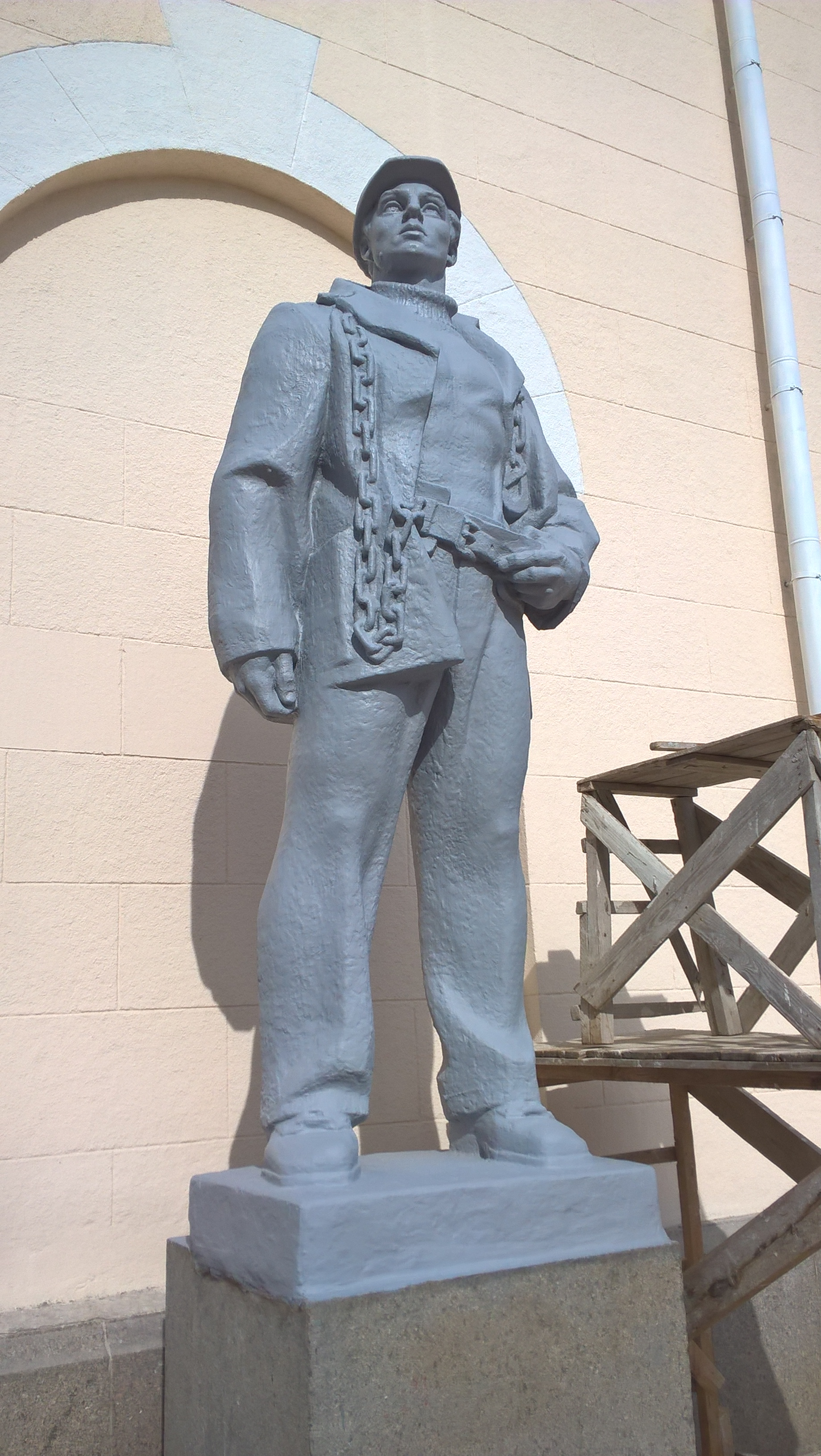
Одна з двох статуй біля фасаду
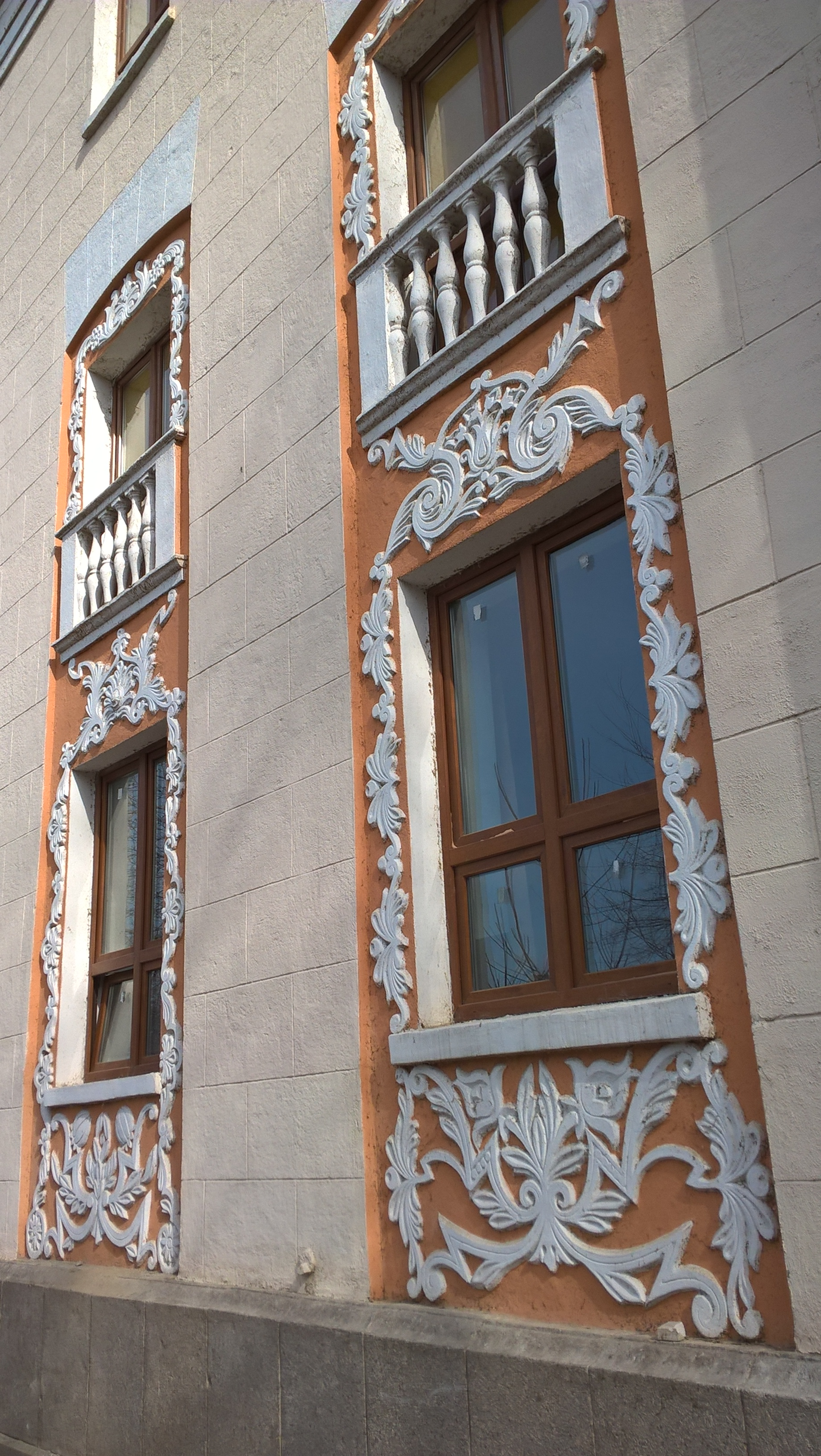
Бічні вікна
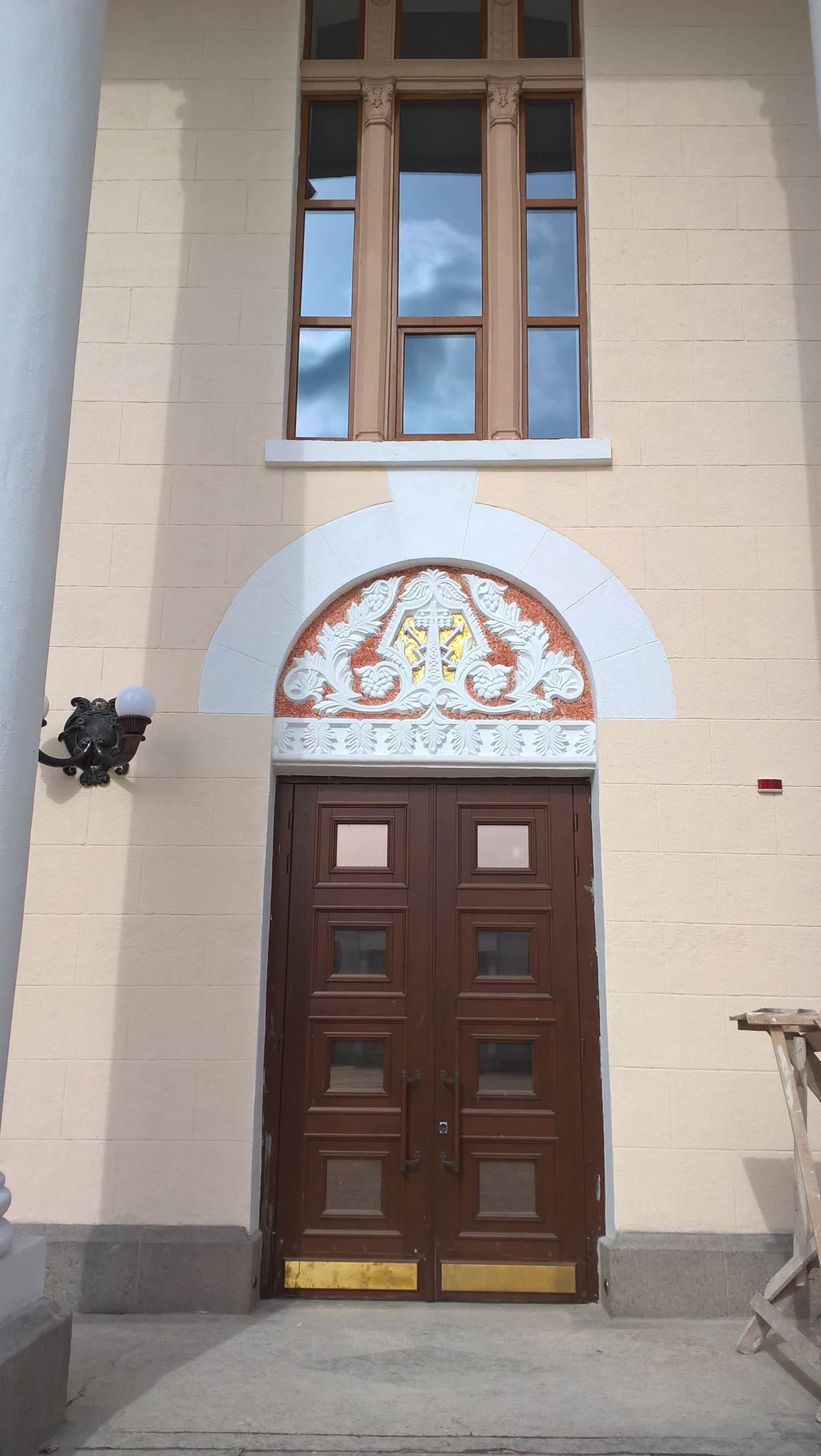
Одні з дверей
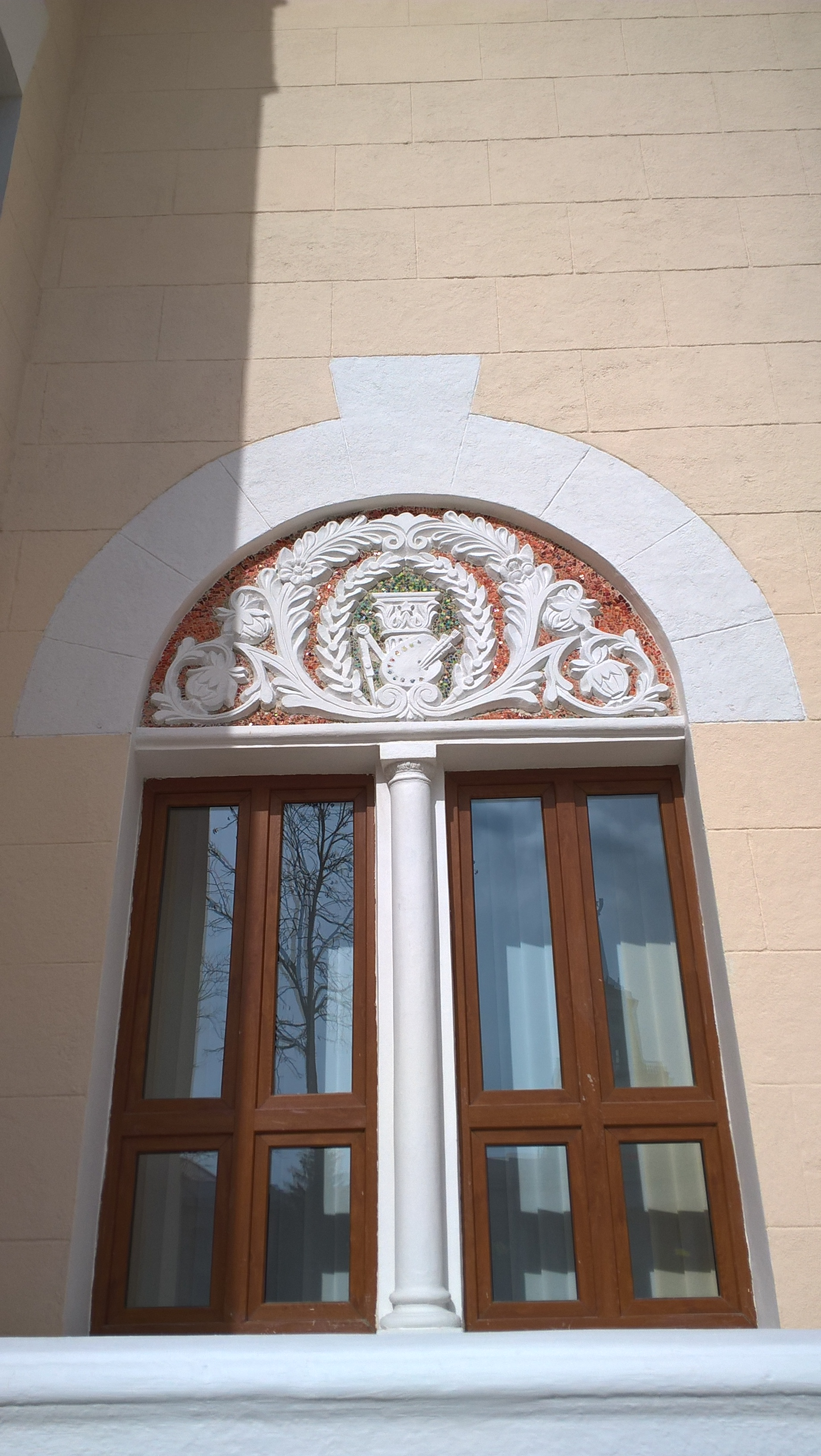
Ліпнина
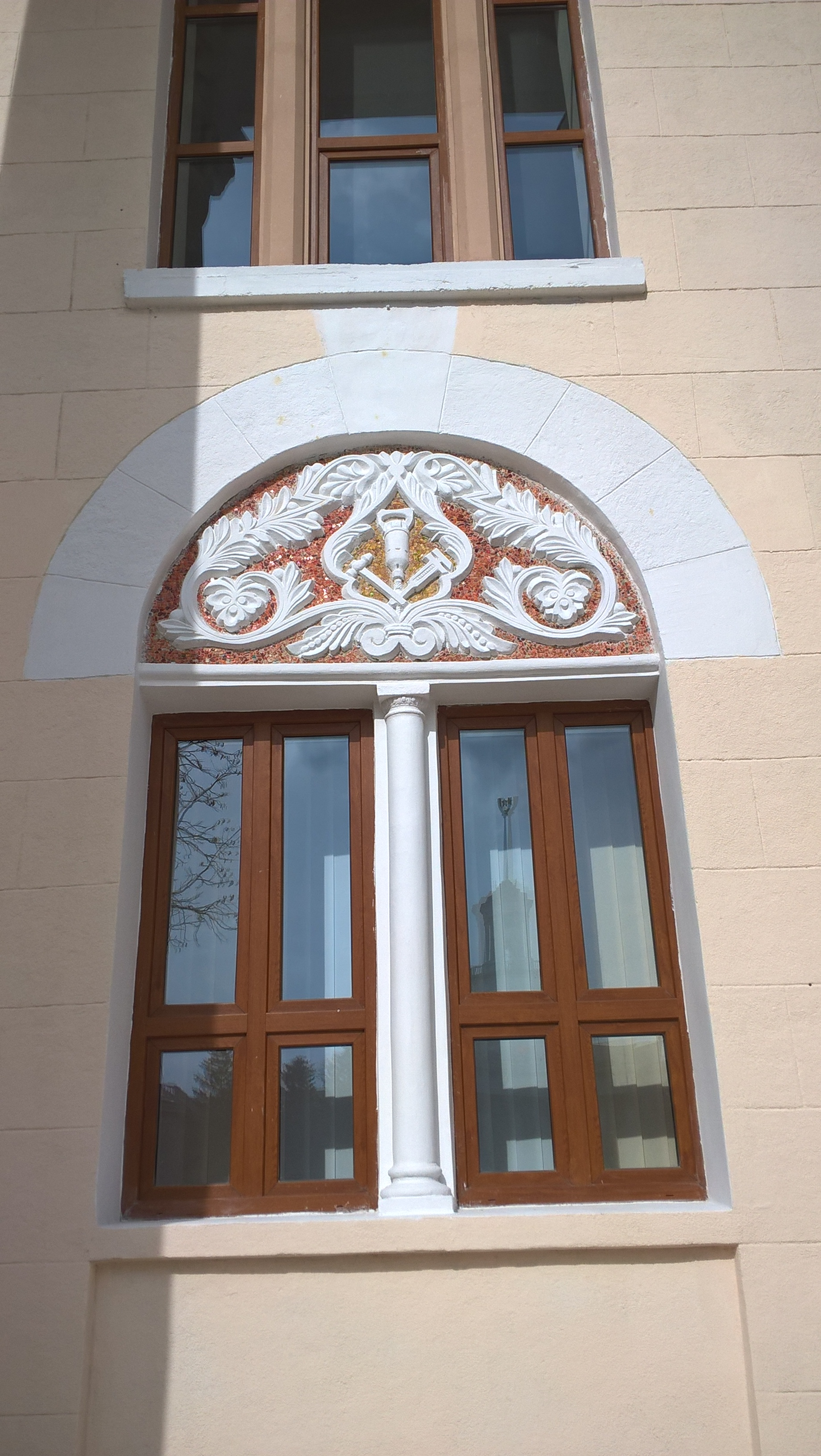
Ліпнина
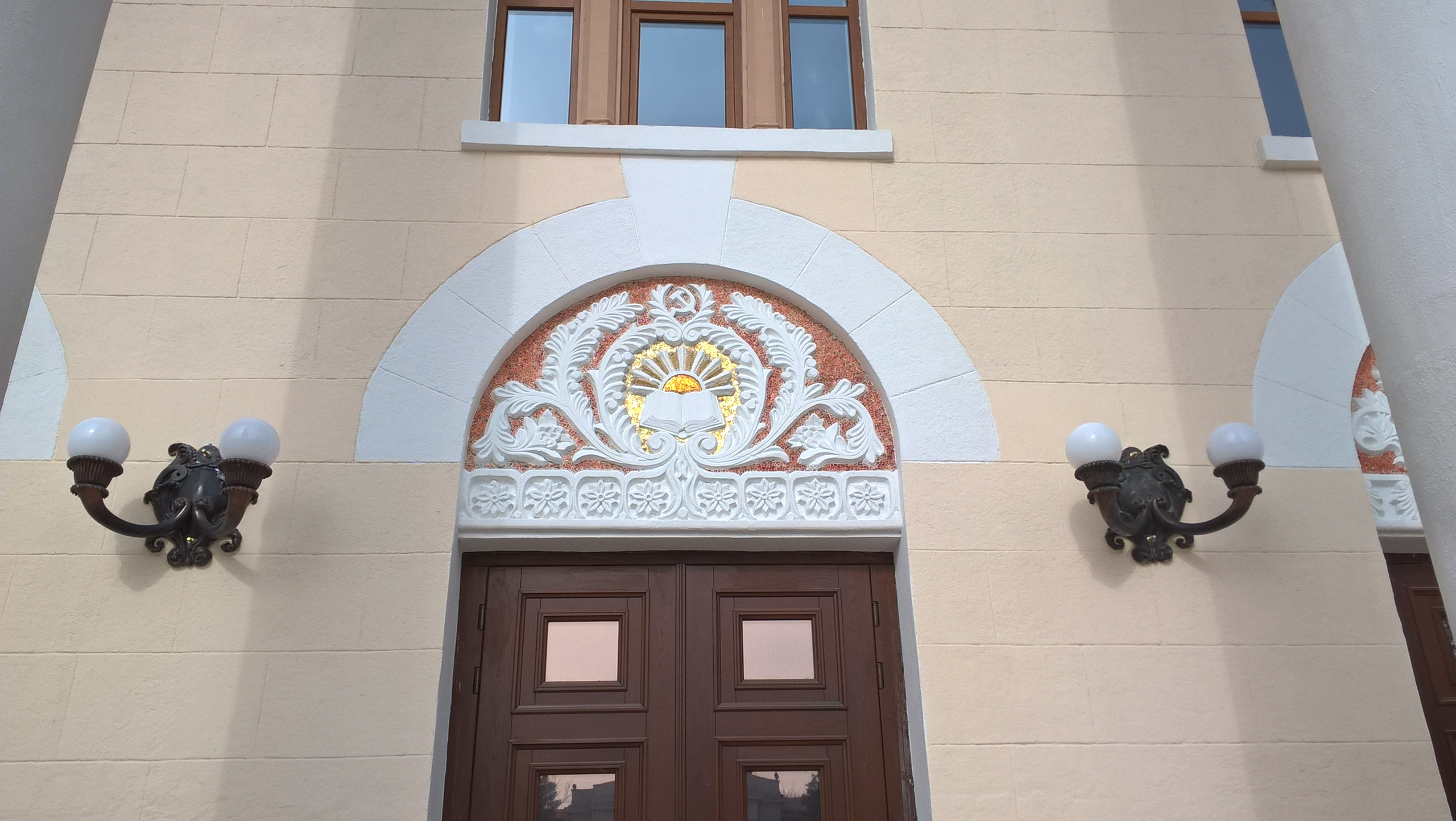
Ліпнина
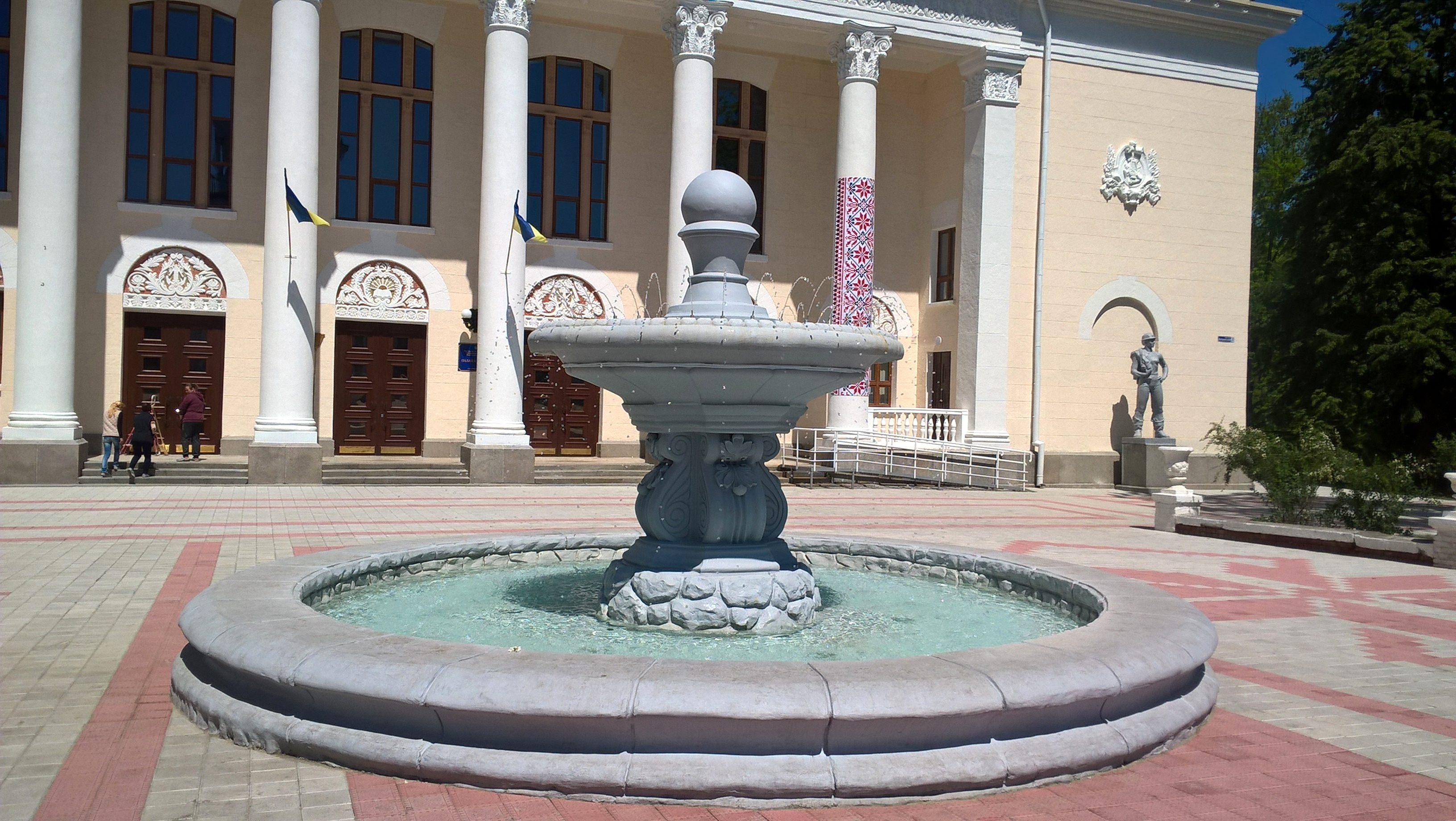
Фонтан

Приміщення
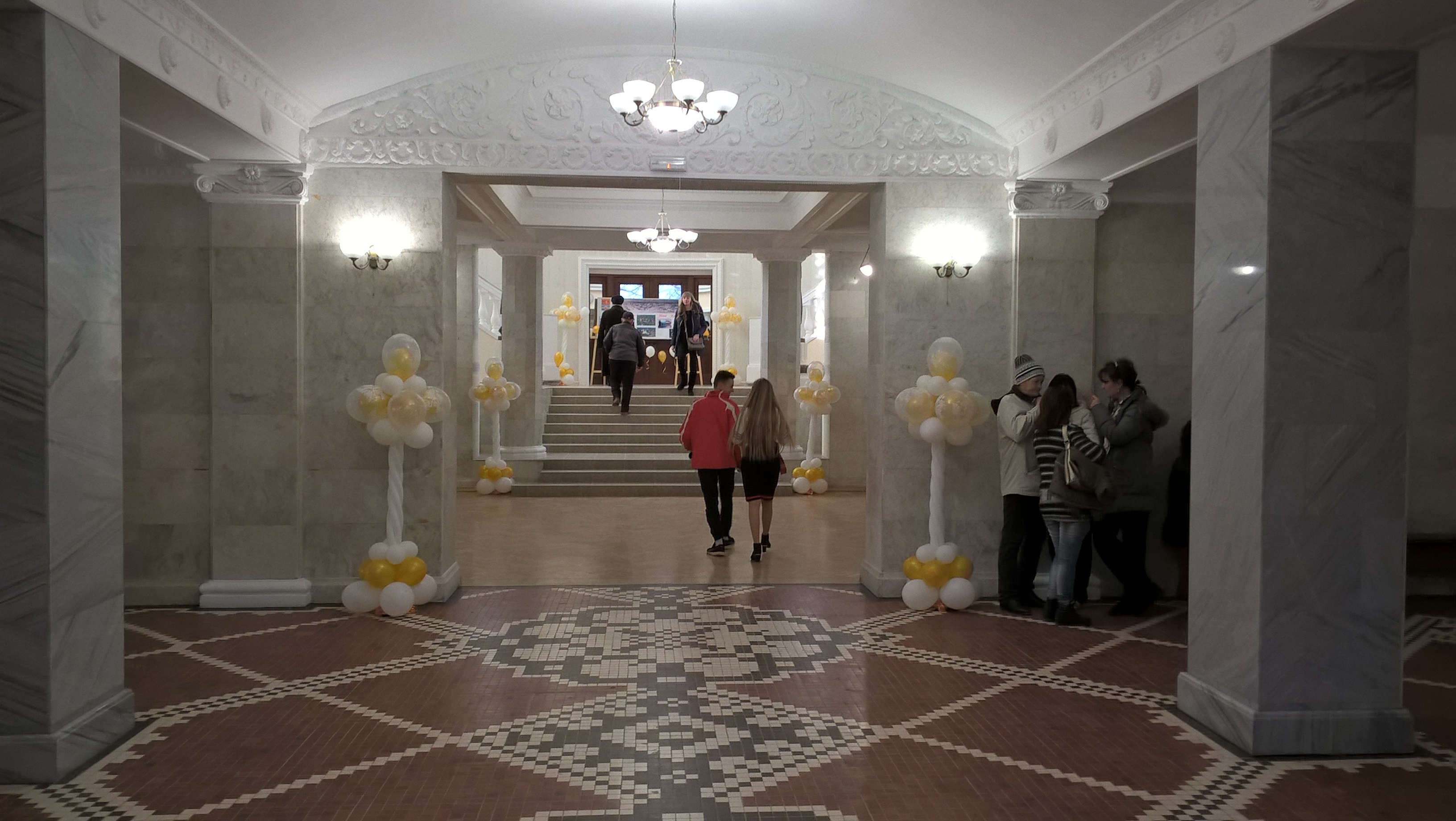
Фоє
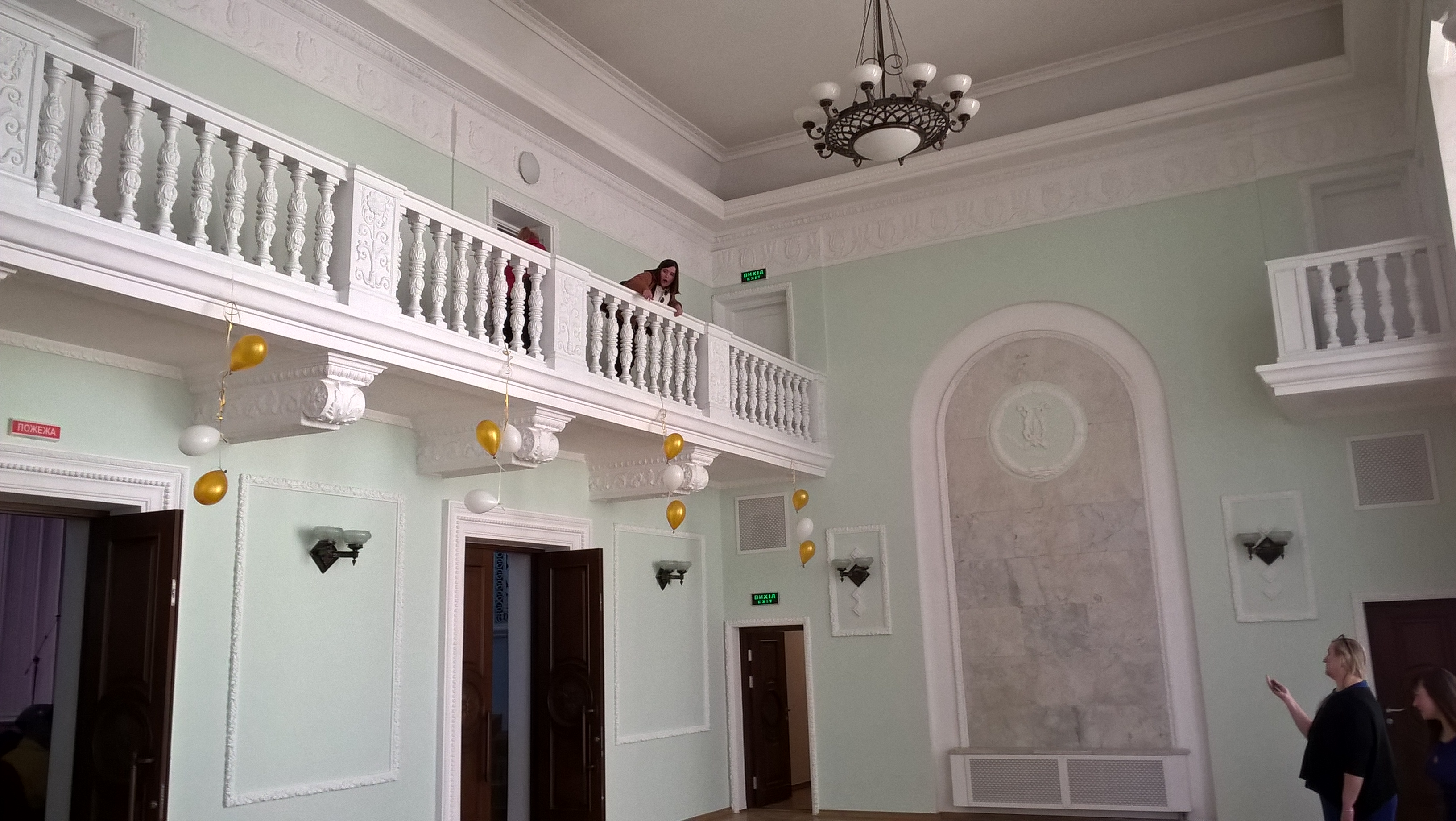
Другий поверх
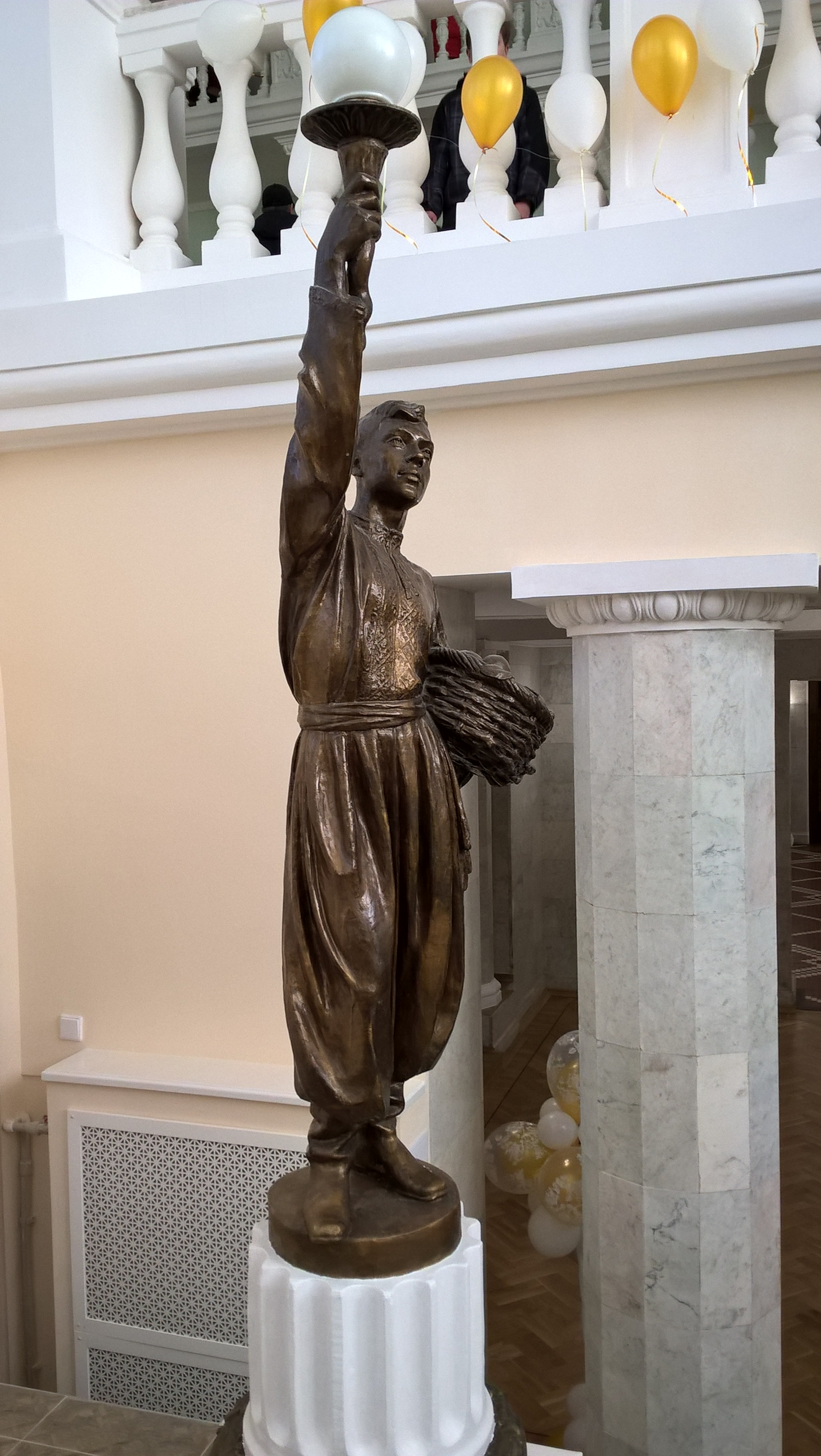
Скульптурний світильник
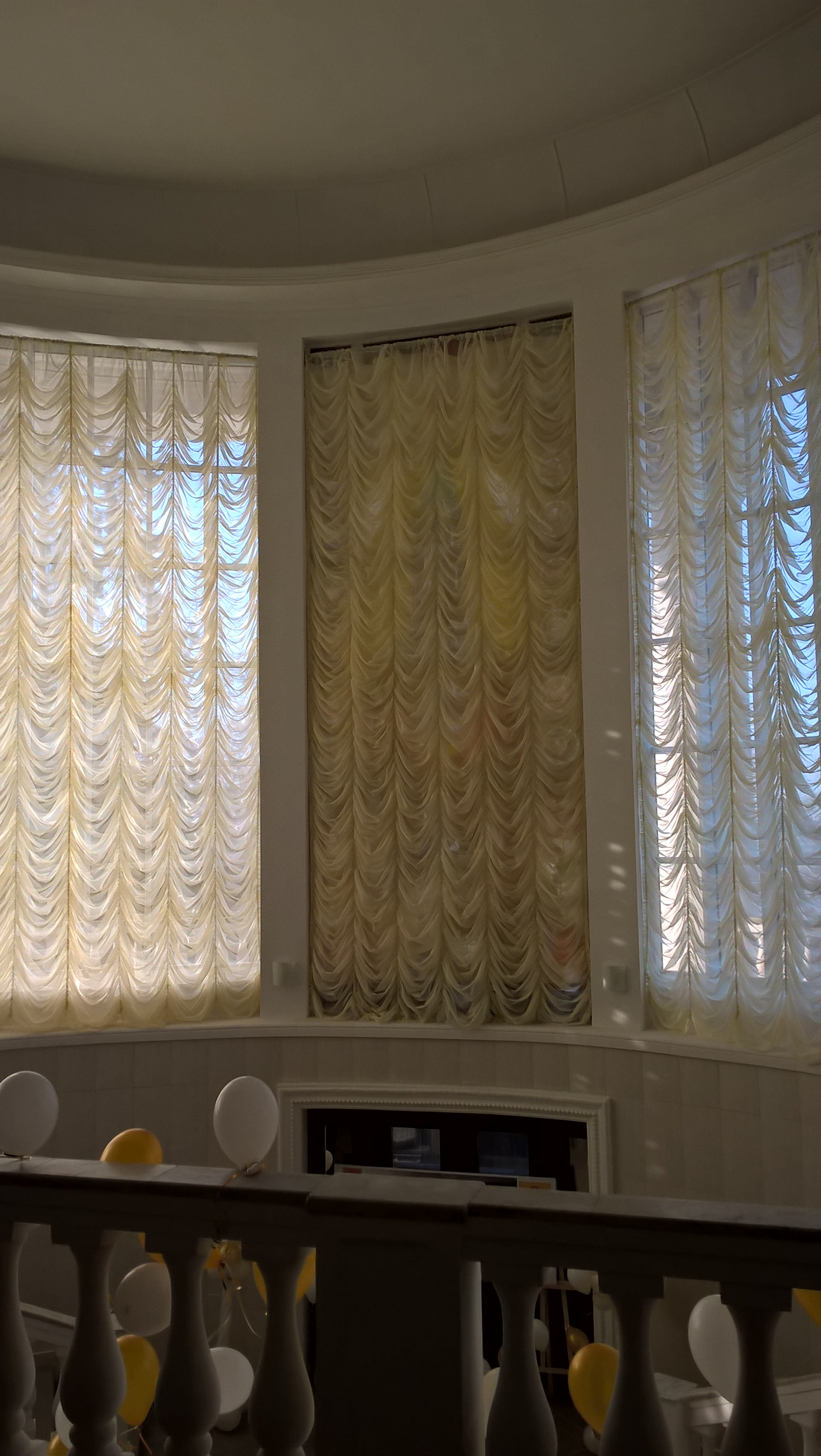
Головні сходи і зашторений вітраж
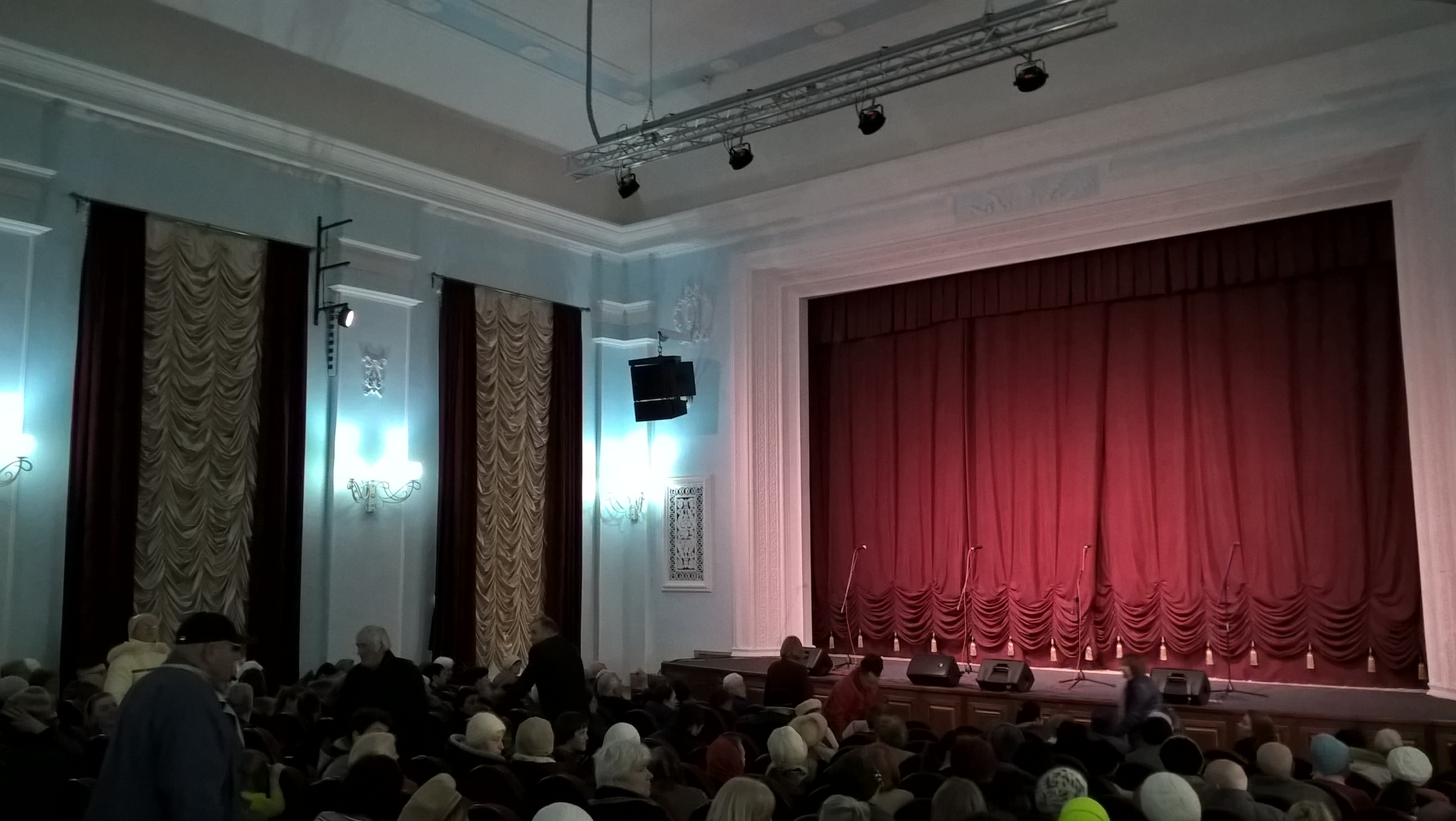
Головна зала
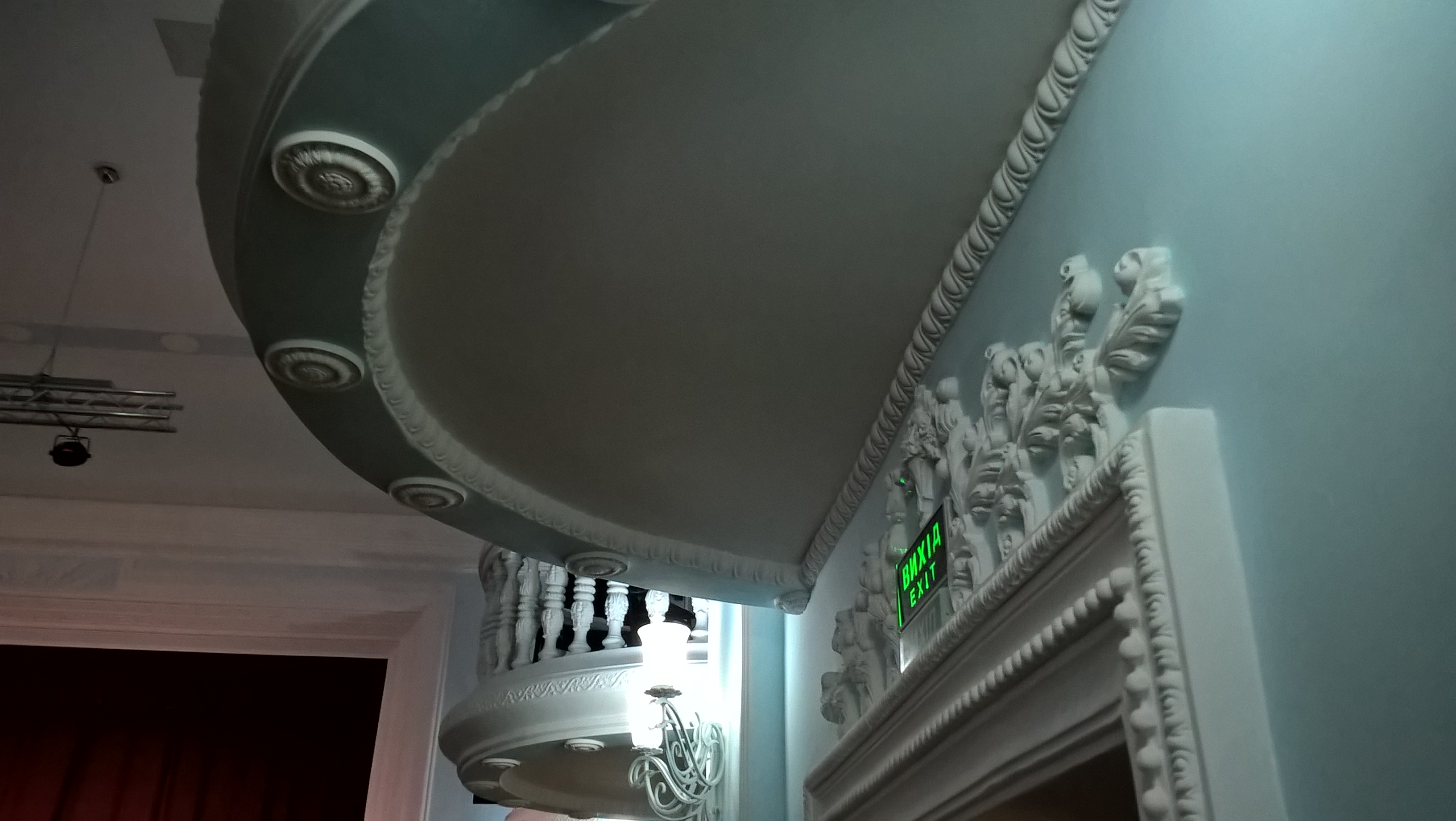
Ліпнина в головній залі
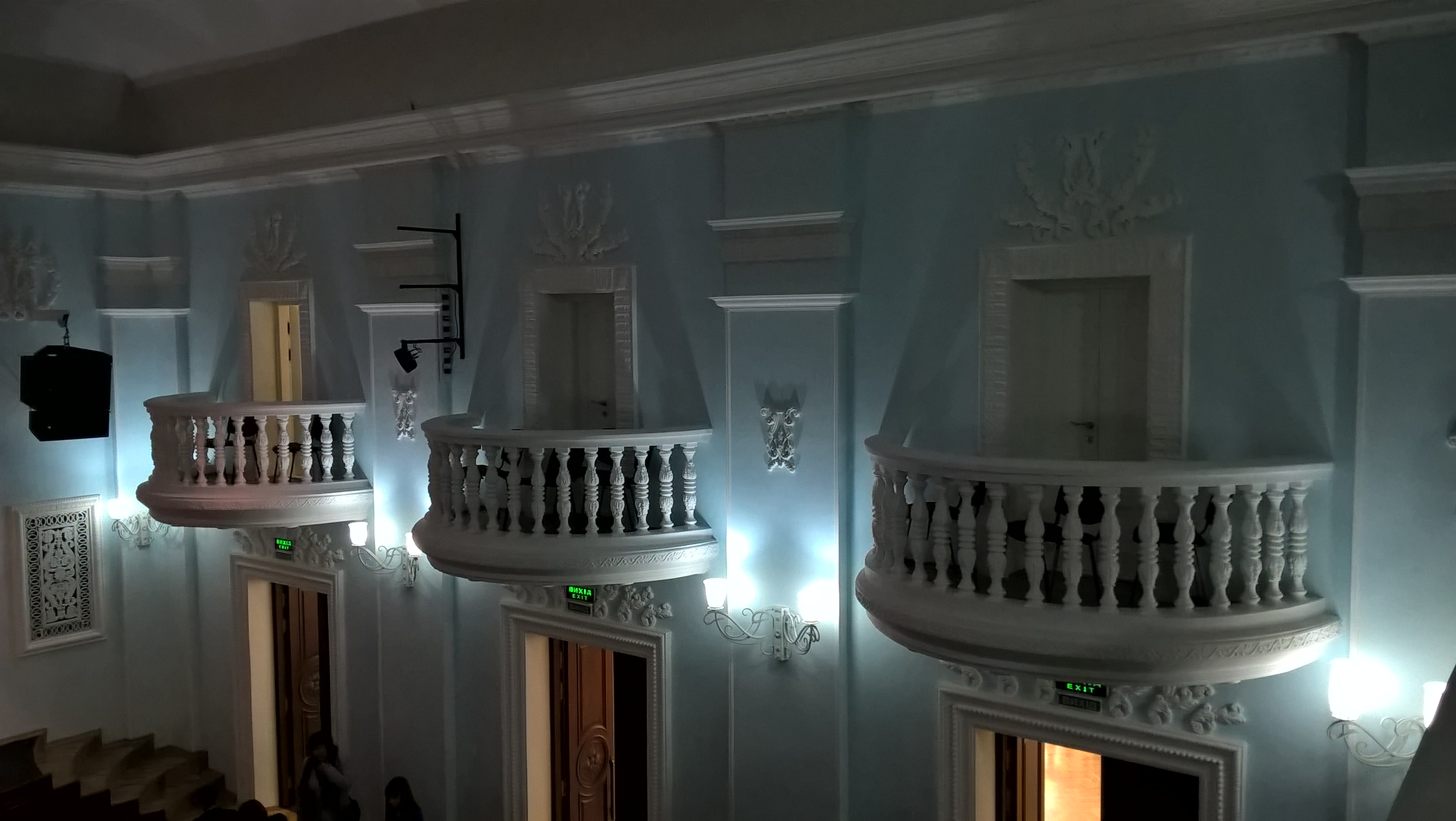
Балкони для апаратури

## Пожежа
У ніч з 27 на 28 лютого 2007 року у Палаці спалахнула пожежа, в результаті якої повністю згоріло праве крило, вигоріли зала для глядачів і дах, фактично від більшої частини будівлі залишилися тільки стіни. Були знищені всі музичні інструменти і реквізит творчих колективів. Загальна сума збитків склала близько 15 млн гривень. Причиною пожежі було визнано коротке замикання вкупі з недотримання правил пожежної безпеки. Трагедія сталась відразу після концерту на честь 55-річчя міста.
Після десяти років відбудовування, 28 лютого 2017 року Палац культури офіційно був відкритим на 65-річчя Нової Каховки та працює понині. Але задня частина будівлі разом з навколишньою територією, досі перебуває на ремонті. Також вітраж на сходах підпав під дію закону «Про декомунізацію» і прихований шторами.